# Эногат
Эногат (умер в 631 году) — святой епископ Алетский. День памяти — 13 января или 13 февраля.
Святой Эногат (Enogatus) был пятым епископом в Алете, на кафедре, основанной святым Мало.
Имеются расхождения в датах его почитания. Согласно  его поминают 13 января, в то время как согласно  его поминают 13 февраля.
Известен населённый пункт Сен-Эногат (см. Динар) в Бретани, названный в его честь.